# 坂真次郎
坂 真次郎（ばん しんじろう、1941年（昭和16年）1月10日 - 2006年（平成18年）7月27日）は、昭和・平成期のシテ方観世流能楽師。重要無形文化財「能楽」の保持者（総合認定）。社団法人能楽協会会員。
- 1941年（昭和16年）　東京台東区に出生。尾張徳川家の武士の家柄で、幼い頃から謡曲に親しむ。明治大学時代、能楽研究会で活動し、卒業後、東京芸術大学音楽部邦楽別科を卒業。
- 1964年（昭和39年）　二世・観世喜之に入門。
- 1967年（昭和42年）　「草子洗小町」で初シテ。
- 「道成寺」「翁」「安宅」「恋重荷」「鷺」などを披演。
- 2006年（平成18年）　5月27日の「真能社春季大会」での仕舞「雲雀山」が最後の舞台となった。
- 2006年（平成18年）　7月27日　膵臓癌のため逝去、享年65。

## 参考書籍
- 『日本芸能人名事典』（三省堂、1995年）
- 『新撰 芸能人物事典　明治～平成』（日外アソシエーツ、2010年）